# Gilbert H. Fletcher
Gilbert H. Fletcher (Parijs, 11 maart 1911 - Houston, 11 januari 1992)  was een Frans  radiotherapeut.

## Leven en werk
Fletchers vader was een Amerikaan. Fletcher zelf behaalde zijn baccalaureaat in Parijs (1929), studeerde aan de ingenieursopleiding in Leuven (1932) en studeerde wiskunde (1935) en geneeskunde in Brussel (1941). Tijdens de artsopleiding maakte hij kennis met de radiotherapie in het Instituut Jules Bordet te Brussel. Hij vluchtte in 1942 naar Amerika. In 1948 richtte hij de afdeling Radiotherapie van het M. D. Anderson Cancer Center in Houston (Texas) op, een afdeling waaraan hij tot zijn pensionering in 1981 leiding gaf. Hij ontwikkelde reproduceerbare behandelingsschema’s voor hoofd-halstumoren en voor mamma-, cervix- en endometriumcarcinomen. Hij ontwikkelde een methode op basis van dosisrespons die het mogelijk maakte om gedoseerd te bestralen. Fletcher is ook belangrijk geweest als degene die bij standaardbehandelingen een systematische analyse deed van de mislukkingen en complicaties. Hij ontwierp ook de eerste bestralingsunit die gebruikmaakt van de isotoop kobalt-60 als bestralingsbron in plaats van radium.

## Publicatie
- Gilbert H. Fletcher: Textbook of radiotherapy. Philadelphia, Lea & Febige, 1966. 3rd ed. 1980: ISBN 0812106741

## Bron
- D.J.Th. Wagener: De geschiedenis van de oncologie. Houten, Bohn Stafleu van Loghum, 2008. ISBN 978-90-313-5232-6